# Amarilis Savón Carmenate
Amarilis Savón Carmenate (L'Havana, Cuba 1974) és una judoka, ja retirada, guanyadora de tres medalles olímpiques.

## Biografia
Va néixer el 13 de maig de 1974 a la ciutat de l'Havana, capital de Cuba.

## Carrera esportiva
Va participar, als 18 anys, en els Jocs Olímpics d'Estiu de 1992 celebrats a Barcelona (Catalunya), on va aconseguir guanyar la medalla de bronze en la prova de pes extra lleuger (-48 kg), un metall que aconseguí revalidar en els Jocs Olímpics d'Estiu de 1996 realitzats a Atlanta (Estats Units). En els Jocs Olímpics d'Estiu de 2000 realitzats a Sydney (Austràlia) finalitzà setena en aquesta mateixa categoria. En els Jocs Olímpics d'Estiu de 2004 realitzats a Atenes (Grècia) aconseguí guanyar una nova medalla de bronze, en aquesta ocasió en la prova de pes semi lleuger (-52 kg).
Al llarg de la seva carrera ha guanyat quatre medalles en el Campionat del Món de judo, una d'elles d'or; i tres medalles en els Jocs Panamericans, totes elles d'or.